# Lucilia porphyrina
Lucilia porphyrina är en tvåvingeart som först beskrevs av Walker 1856.  Lucilia porphyrina ingår i släktet Lucilia och familjen spyflugor. Inga underarter finns listade i Catalogue of Life.